# Čukur
Pour l’article homonyme, voir Çukur.
Čukur est un village de la municipalité de Hrvatska Kostajnica (comitat de Sisak-Moslavina) en Croatie. Au recensement de 2011, le village comptait 114 habitants.